# Stacey Dash
Stacey Lauretta Dash (ur. 20 stycznia 1967 w Nowym Jorku) – amerykańska aktorka filmowa.

## Wybrana filmografia

### filmy fabularne
- 1988: Przeprowadzka (Moving) jako Casey Pear
- 1989: Noce w Tennessee (Tennessee Nights) jako Minnie
- 1992: Więcej Szmalu (Mo' Money) jako Amber Evans
- 1994: Inteligent w armii (Renaissance Man) jako szeregowy Miranda Myers
- 1995: Clueless (Clueless) jako Dionne
- 1997: Chłód serca (Cold Around the Heart) jako Bec Rosenberg
- 2001: Obraz syna (The Painting) jako Hallie Gilmore w wieku 18 lat
- 2002: Papierowi żołnierze (Paper Soldiers) jako Tamika
- 2003: Szkoła stewardes (View from the Top) jako Angela
- 2003: Jedź lub znikaj (Ride or Die) jako prawdziwa Venus
- 2007: Ghost Image jako Alicia
- 2007: Nigdy nie będę twoja (I Could Never Be Your Woman) jako Brianna
- 2008: Nora's Hair Salon II jako Simone
- 2008: Fashion Victim jako Cara Wheeler
- 2008: Phantom Punch jako Geraldine Liston
- 2008: Secrets of a Hollywood Nurse jako reporterka
- 2008: American Primitive jako Joy Crowley
- 2008: Close Quarters jako Kate
- 2016: Rekinado 4: Niech szczęki będą z tobą (TV) jako major Chicago

### seriale TV
- 1985: Bill Cosby Show jako Michelle
- 1994: Bajer z Bel-Air jako Michelle Michaels
- 1996-1999: Słodkie zmartwienia (Clueless) jako Dionne Marie Davenport
- 2001: CSI: Kryminalne zagadki Las Vegas jako Amy Young
- 2005: Kaczor Dodgers jako Paprika Solo (głos)
- 2006: Przewrotne szelmy jako Emily
- 2008: Amerykański tata jako Janet Lewis (głos)
- 2013: Byli jako Dana
- 2016: Hell’s Kitchen (amerykański reality show) w roli samej siebie